# Зайфен
Зайфен (нім. Seifen) — громада в Німеччині, розташована в землі Рейнланд-Пфальц. Входить до складу району Альтенкірхен. Складова частина об'єднання громад Фламмерсфельд.
Площа — 2,95 км2. Населення становить 117 ос. (станом на 31 грудня 2020).

## Галерея

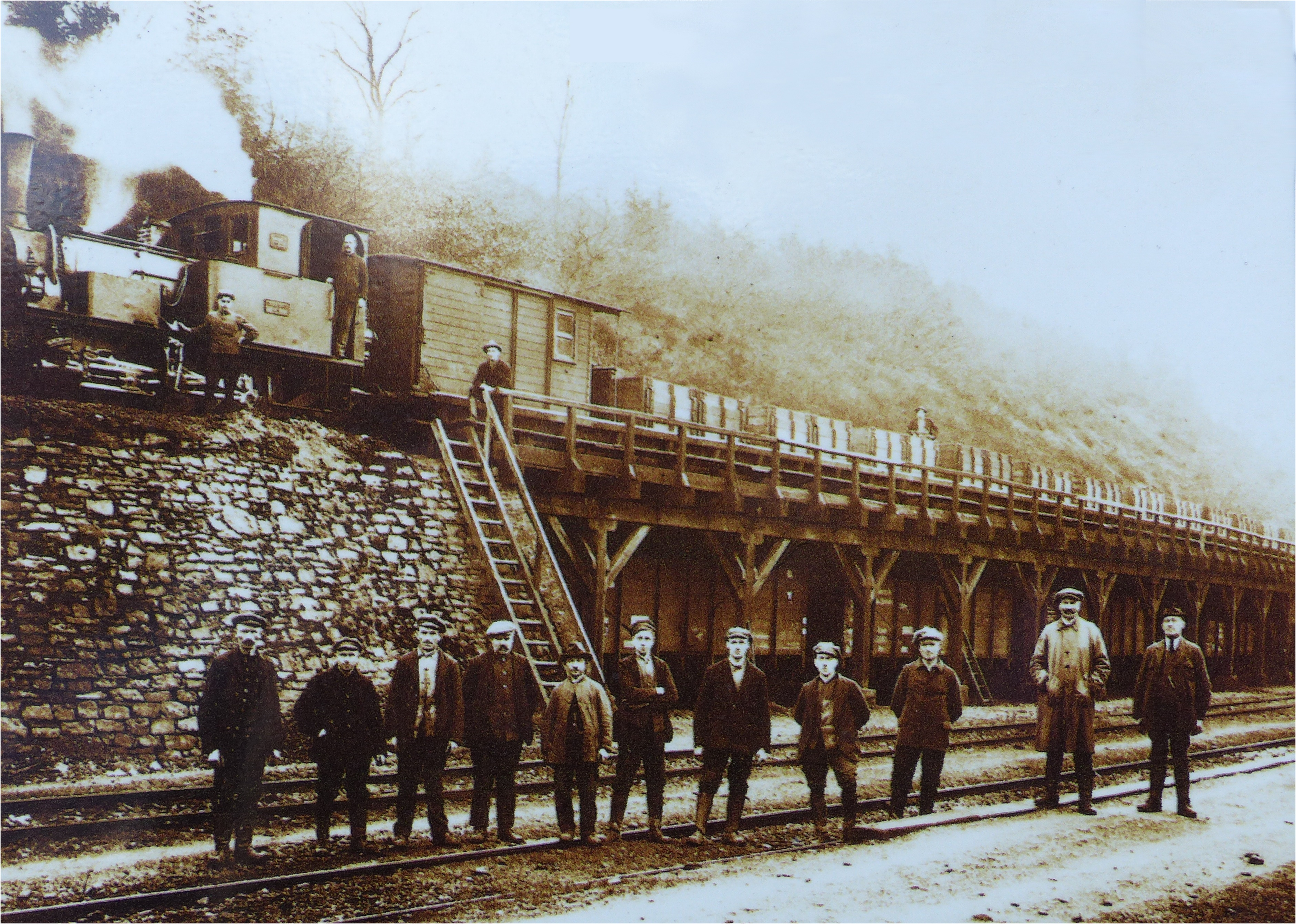
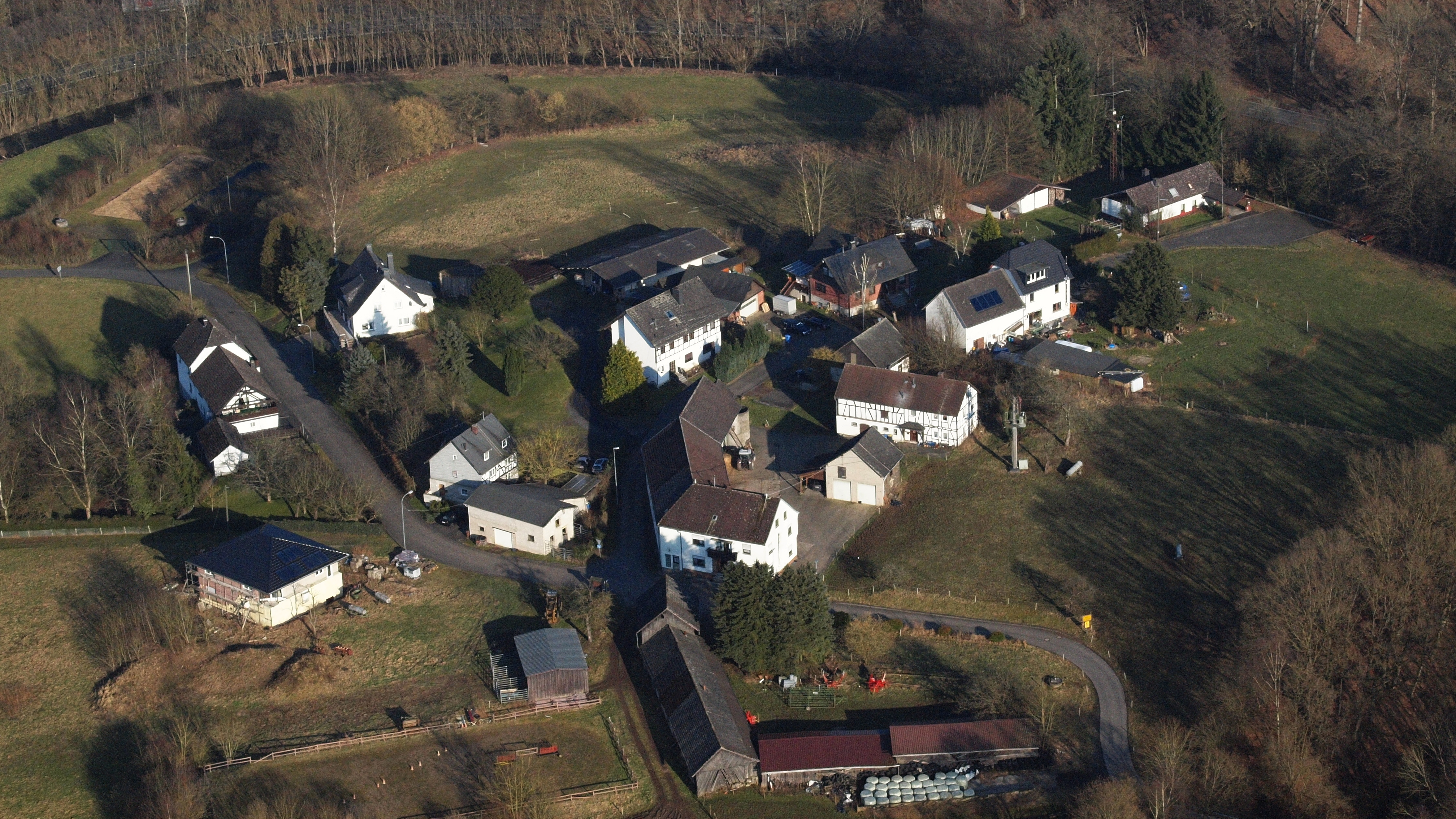